# Platyxythrius insularis
Platyxythrius insularis is een keversoort uit de familie van de loopkevers (Carabidae). De wetenschappelijke naam van de soort werd voor het eerst geldig gepubliceerd in 1956 door Stefano Ludovico Straneo.